# El Carpio
El Carpio is een gemeente in de Spaanse provincie Córdoba in de regio Andalusië met een oppervlakte van 47 km². In 2007 telde El Carpio 4516 inwoners.

## Demografische ontwikkeling
Bron: INE, 1857-2011: volkstellingen